# Racer
A Racer vagy teljes nevén Racer Free Car Simulation egy ingyenesen letölthető, három operációs rendszeren (Microsoft Windows, Linux és Mac OS X) játszható videójáték. A szimulátorban van multiplayer mód is (bár ehhez nagyon jó gépre van szükség) a sima, géppel irányított ellenfél mellett. A játék fő erőssége az élethűen utánzott motor és a szép grafika.

## Rendszerkövetelmény
- CPU: 500 MHz
- Videókártya: 3D grafikus kártya, 64 MB
- Memória: 512 MB